# James J. Davis

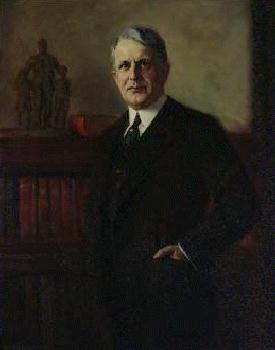
Das offizielle Porträt von James J. Davis im US-Arbeitsministerium

James John Davis (* 27. Oktober 1873 als James John Davies in Tredegar, Wales; † 22. November 1947 in Takoma Park, Maryland) war ein US-amerikanischer Politiker (Republikanische Partei). Er gehörte dem US-Kabinett von 1921 bis 1930 als Arbeitsminister an und vertrat den Bundesstaat Pennsylvania im US-Senat.

## Leben
Der gebürtige Brite James John Davies emigrierte als Achtjähriger mit seinen Eltern in die Vereinigten Staaten, wo sich die Familie zunächst in Pittsburgh niederließ, später dann in Sharon. Dort absolvierte er eine Lehre in einem Stahlwerk, was ihm seinen Spitznamen Iron Puddler (bzw. Puddler Jim) einbrachte; seine 1922 veröffentlichte Autobiografie sollte dann auch den Titel The Iron Puddler tragen.
1893 zog er nach Elwood in Indiana, wo er von 1898 bis 1902 als städtischer Beamter tätig war. Von 1903 bis 1907 stand er in den Diensten des Madison County, ehe er nach Pittsburgh zurückkehrte. Während dieser Zeit wurde auch sein Nachname zu Davis amerikanisiert, wenngleich er selbst auch später stets mit Davies unterschrieb. Er war verheiratet und Vater von fünf Kindern.

## Politik
Nach dem Sieg der Republikaner bei der Präsidentschaftswahl 1920 berief der neue US-Präsident Warren G. Harding ihn als Arbeitsminister in sein Kabinett. Davis behielt den Posten auch nach Hardings frühem Tod unter dessen Nachfolger Calvin Coolidge; ebenso blieb er nach der Wahl von Herbert Hoover zum Präsidenten im Jahr 1928 im Amt. Er ist damit einer von nur drei US-Ministern, die dasselbe Ministerium unter drei verschiedenen Präsidenten leiteten. Die anderen waren Landwirtschaftsminister James Wilson und Finanzminister Andrew W. Mellon.

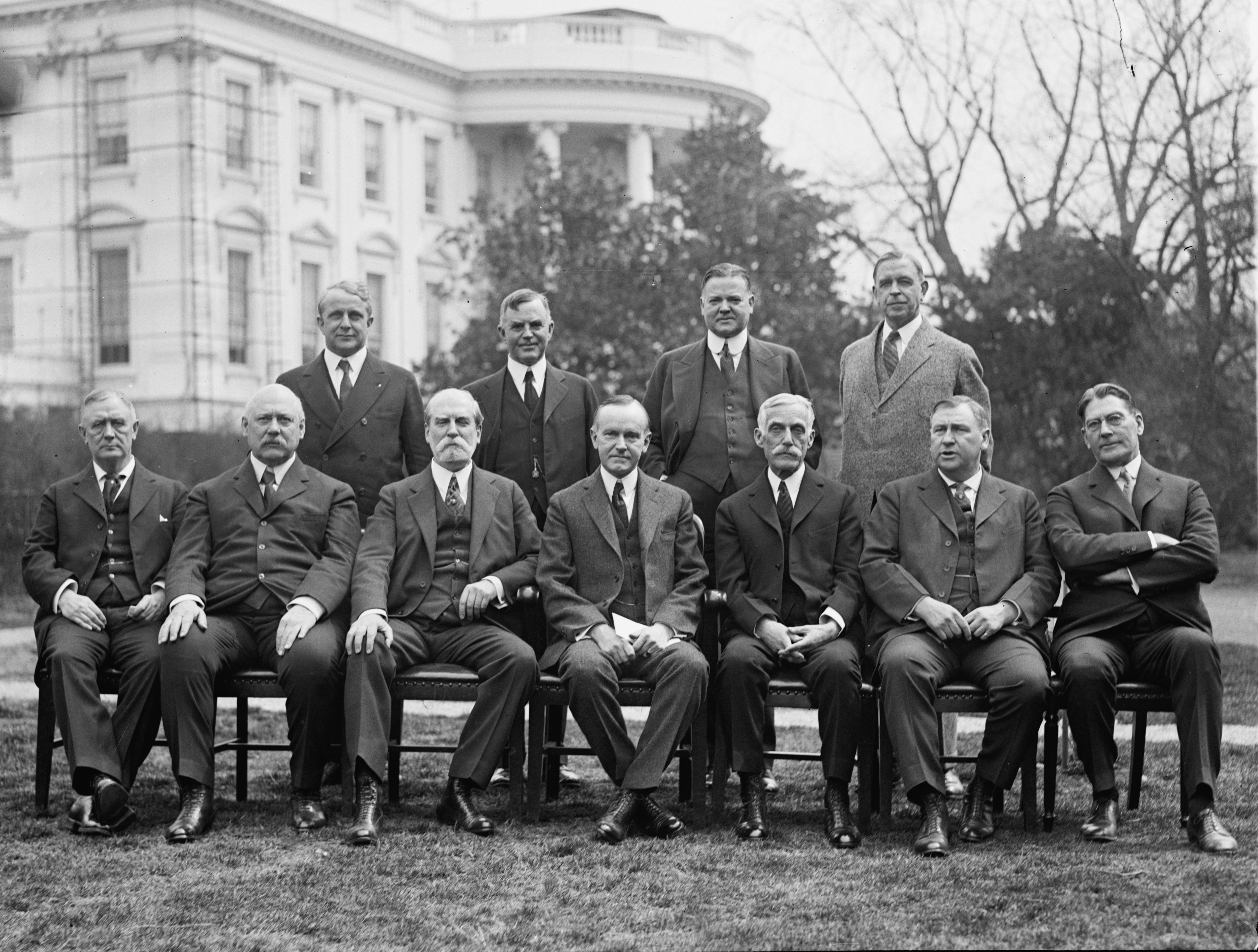
James J. Davis (hinten links) als Mitglied des Kabinetts von Calvin Coolidge (Mitte).

Das Augenmerk von Minister Davis lag hauptsächlich auf der Immigration, die zu diesem Zeitpunkt in die Verantwortlichkeit des Arbeitsministeriums fiel. Er rief die United States Border Patrol ins Leben und schlug Beschränkungen bei den Einwanderungsquoten vor. Auf das Drängen der Eisen- und Stahlarbeiterwerkschaft hin gelang es ihm, US Steel von der Abkehr vom Zwölf-Stunden-Arbeitstag zu überzeugen.
Am 2. Dezember 1930 legte James Davis sein Ministeramt nieder, nachdem er für Pennsylvania in den Senat der Vereinigten Staaten gewählt worden war. Während seiner bis 1945 andauernden Zeit im Senat war er unter anderem für den Davis-Bacon Act verantwortlich, eine Gesetzgebung, welche die Bundesregierung verpflichtete, festgesetzte Löhne für öffentliche Bauvorhaben zu bezahlen. Er verfehlte 1944 die erneute Wiederwahl und schied im folgenden Jahr aus dem Kongress aus.
Drei Jahre nach dem Ende seiner politischen Laufbahn verstarb Davis an den Folgen eines Herzinfarkts. Er wurde in Pittsburgh beigesetzt.